# Leo Esaki
 Der er for få eller ingen kildehenvisninger i denne artikel, hvilket er et problem. Du kan hjælpe ved at angive troværdige kilder til de påstande, som fremføres i artiklen.

Leo Esaki (født 12. marts 1925) er en japansk fysiker som delte Nobelprisen i fysik i 1973 med Ivar Giæver og Brian David Josephson for sin opdagelse af fænomenet af Kvantemekanisk tunnelering.
|  | Artiklen om Leo Esaki kan blive bedre, hvis der indsættes et (bedre) billede Du kan hjælpe ved at afsøge Wikimedia Commons for et passende billede eller uploade et godt billede til Wikimedia Commons iht. de tilladte licenser og indsætte det i artiklen. |

1. ↑  Navnet er anført på engelsk og stammer fra Wikidata hvor navnet endnu ikke findes på dansk.